# Herbert Scarf

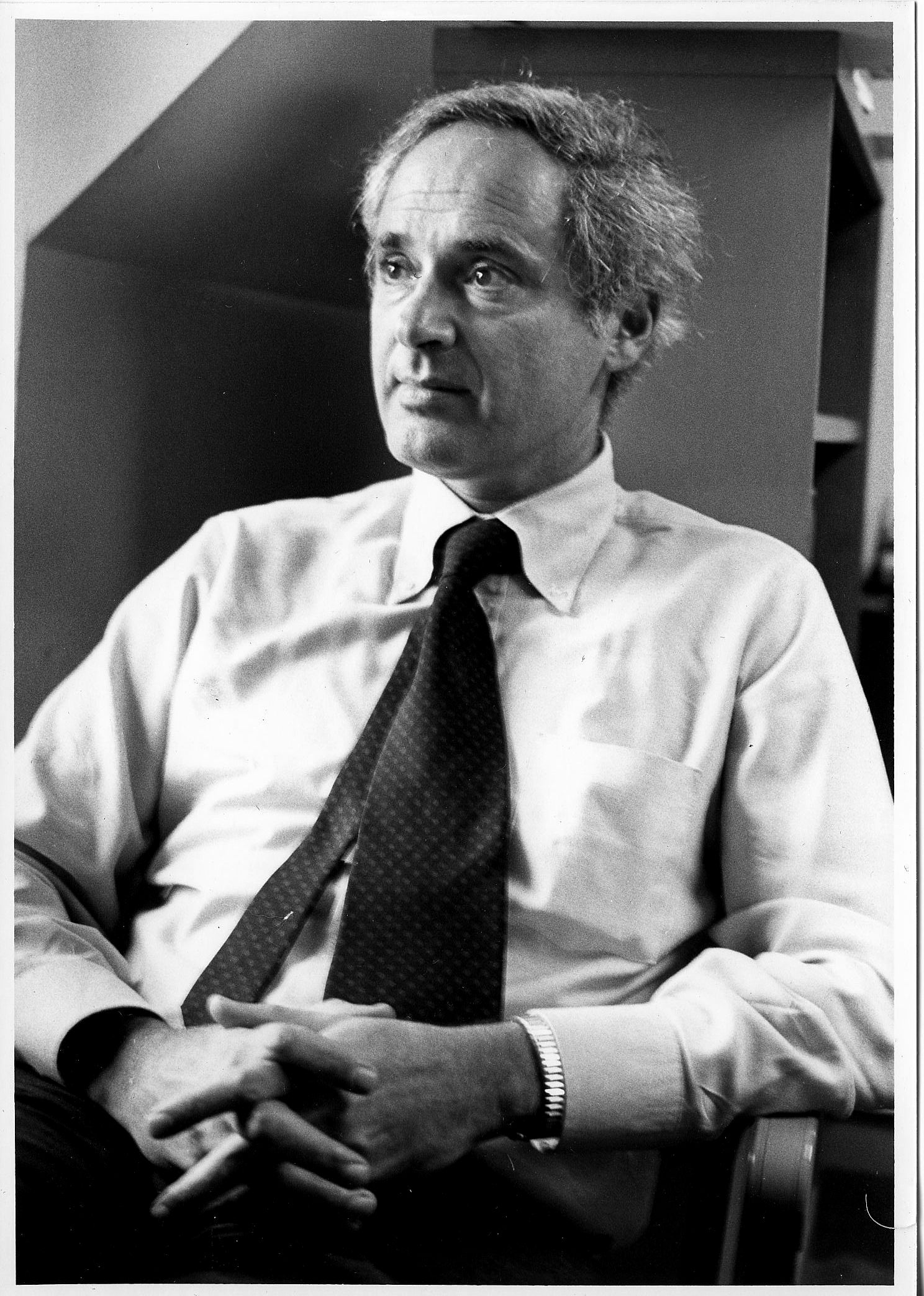
Herbert Scarf (2012)

Herbert Eli Scarf (* 25. Juli 1930 in Philadelphia, Pennsylvania; † 15. November 2015 in Sag Harbor, New York) war ein US-amerikanischer Wirtschaftswissenschaftler und Mathematiker. Der Hochschullehrer gilt als einer der Begründer der angewandten Gleichgewichtsanalyse.

## Werdegang, Forschung und Lehre
Herbert Scarf studierte zunächst an der Temple University, die er 1951 nach seinem Abschluss als Artium Baccalaureus in Richtung Princeton University verließ. Dort schloss er im folgenden Jahr sein Masterstudium ab, 1954 graduierte er als Ph.D. in Mathematik.
Seine erste Anstellung nach Abschluss des Studiums hatte Scarf bei der RAND Corporation in Santa Monica, Kalifornien. 1957 wechselte er als Assistant Professor in die statistische Abteilung der Stanford University, später stieg er an der Hochschule zum Associate Professor auf. 1959/60 war er erstmals als Gastdozent an der Yale University, die ihn 1963 zum ordentlichen Professor berief. Dort übernahm er 1970 den Stanley-Resor-Lehrstuhl für Wirtschaftswissenschaften, 1979 erhielt er die Sterling-Professur an der Hochschule.
Scarfs Arbeitsschwerpunkt lag in Themen insbesondere der Spieltheorie und der allgemeinen Gleichgewichtstheorie. Ende der 1960er Jahre entwickelte Scarf einen Ansatz zur Schätzung der Parameter in einem Arrow-Debreu-Modell anhand empirischer Daten mittels numerischer Verfahren. Sein Algorithmus erwies sich als besonders geeignet für die Programmierung und setzte sich somit schnell für Berechnungen von allgemeinen Gleichgewichtsmodellen durch. Insbesondere in Zusammenarbeit mit dem Norweger Terje Hansen vertiefte er in den folgenden Jahren seine Erkenntnisse, und für ihre in dem Buch The Computation of Economic Equilibria zusammengefasste Arbeit erhielten beide 1973 den Frederick-W.-Lanchester-Preis. Weitere wichtige Ergebnisse Scarfs sind der Nachweis, unter welchen Bedingungen kooperative Spiele gegen Gleichgewichtsmodelle konvergieren, und der Nachweis, inwiefern Modelle zu keinen stabilen Gleichgewichten führen.
Zwischen 1967 und 1984 leitete Scarf in verschiedenen Intervallen die Cowles Foundation for Research in Economics an der Yale University; zudem war er Anfang der 1970er Jahre zeitweise Direktor der Division of Social Sciences an der Bildungsanstalt. Seit 1963 Mitglied der Econometric Society, saß er der Organisation 1983 als Präsident vor. Von 1991 bis 1994 stand er zudem der wirtschaftswissenschaftlichen Abteilung der National Academy of Sciences vor, deren Mitglied er 1976 geworden war. Seit 1971 war er Mitglied der American Academy of Arts and Sciences und seit 1993 der American Philosophical Society.

## Preise und Ehrungen
- 1973: Frederick-W.-Lanchester-Preis[2]
- 1983: John-von-Neumann-Theorie-Preis